# 3 vendémiaire
3 jour complémentaire 3 brumaire
Le tridi 3 vendémiaire, officiellement dénommé jour de la Châtaigne, est le 3e jour de l'année du calendrier républicain.
C'était généralement le 24e jour du mois de septembre dans le calendrier grégorien.